# ZMI
Zimi Corporation — китайська компанія, що є відомим виробником аксесуарів для мобільних пристроїв, зокрема акумуляторів живлення та зарядних пристроїв. Компанія була заснована в 2012 році як Jiangsu Zimi Electronic Technology Co., Ltd., а в 2013 році вона однією з перших приєдналася до екосистеми Xiaomi стала членом промислової екологічної мережі Xiaomi і відповідала за розробку мобільних блоків живлення Xiaomi та супутніх товарів у категорії. Чжан Фен, засновник Zimi, пізніше був партнером і віце-президентом Xiaomi Group. 
Отримуючи фінансування від Xiaomi компанія зробила значний внесок у розвиток акумуляторів і зарядних пристроїв Xiaomi як ексклюзивний постачальник аксесуарів для мобільних пристроїв компанії Xiaomi. З роками Zimi розширила свій асортимент продукції, включивши в нього бездротові Bluetooth-навушники та інтелектуальну побутову техніку. Компанія отримала міжнародне визнання, кілька продуктів отримали нагороди за дизайн, такі як Red Dot Design Award і Red Star Design Award.

## Історія
Zimi Corporation, заснована в 2012 році, є однією з перших інвестицій в екосистему Mi.
У 2013 році ZMI стала учасником екосистеми Mi, займаючись розробкою акумуляторних батарей і аксесуарів. У період з 2014 по 2018 рік загальний обсяг продажів Mi Power Bank перевищив 100 мільйонів одиниць.
У 2016 році у Сполучених Штатах Америки було засновано незалежну компанію ZMI USA Corporation доктором філософії в галузі промислового проектування Університету Вісконсіна-Медісон зі ступенем магістра з комп'ютерних наук і дослідження операцій, Юньпенгом Паном (Брайаном), що раніше працював професором математики в коледжі та  з дослідження операцій і аналітики даних в університеті Південної Дакоти. ZMI USA підтримувалась інвестиціями корпорації Zimi, і мала на меті вивести на ринок США сучасні прості та економічні гаджети, втілюючи свіжі інноваційні ідеї. ZMI USA просувала та продавала продукти бренду ZMI та налагоджувала партнерські відносини з американськими підприємствами, дистриб'юторами та роздрібними торговцями. Розроблені ZMI USA продукти були удостоєні видатних нагород у сфері споживчого дизайну.
16 червня 2020 року Xiaomi Corporation оголосила про завершення операції з придбання 27,44% акцій ZIMI International Incorporation за 1,0284 мільйона доларів США в результаті чого Xiaomi отримала 49,91% акцій Zimi після закриття угоди.
У березні 2021 року Xiaomi повністю придбала Zimi, купивши решту 50,09% акцій за 205 мільйонів доларів США, зробивши Zimi повноцінною дочірньою компанією. Це придбання мало на меті розширити технологічні можливості Xiaomi щодо рішень для джерел живлення та зменшити витрати. 
У грудні 2021 року Xiaomi вийшла зі списку акціонерів Zimi, залишивши Zimi Communication Technology (Jiangsu) Co., Ltd. єдиним акціонером. Незважаючи на цю зміну, Zimi продовжила працювати під власним брендом, пропонуючи різноманітні мобільні аксесуари та розумні апаратні продукти.